# Ascyltus audax
Ascyltus audax är en spindelart som först beskrevs av William Joseph Rainbow 1897.  Ascyltus audax ingår i släktet Ascyltus och familjen hoppspindlar. Inga underarter finns listade i Catalogue of Life.